# الباكستانيون في اليمن
الباكستانيون في اليمن هم المواطنون الباكستانيون الذين يعيشون في اليمن، وكذلك الأشخاص الذين ولدوا في اليمن من أصل باكستاني، يوجد حوالي 3000 باكستاني في اليمن، في حين أن هناك ما يصل إلى 110 سجناء باكستانيين في السجون اليمنية لارتكابهم جرائم مختلفة.

## مشاهير
- عمار البلوشي
- سمير خان
- ريز خان